# Waldweistroff
Waldweistroff település Franciaországban, Moselle megyében. Lakosainak száma 521 fő (2022. január 1.). Waldweistroff Bibiche, Flastroff, Grindorff-Bizing, Halstroff, Laumesfeld és Saint-François-Lacroix községekkel határos.

## Népesség
A település népessége az elmúlt években az alábbi módon változott:
| Lakosok száma | 495  | 494  | 496  | 494  | 498  | 504  | 510  | 515  | 521  |
|               | 2013 | 2015 | 2016 | 2017 | 2018 | 2019 | 2020 | 2021 | 2022 |